# Thailand Open 2006 - Qualificazioni singolare
Le qualificazioni del singolare  del Thailand Open 2006 sono state un torneo di tennis preliminare per accedere alla fase finale della manifestazione. I vincitori dell'ultimo turno sono entrati di diritto nel tabellone principale. In caso di ritiro di uno o più giocatori aventi diritto a questi sono subentrati i lucky loser, ossia i giocatori che hanno perso nell'ultimo turno ma che avevano una classifica più alta rispetto agli altri partecipanti che avevano comunque perso nel turno finale.
Le qualificazioni del torneo Thailand Open 2006 prevedevano 32 partecipanti di cui 4 sono entrati nel tabellone principale.

## Teste di serie
1. George Bastl (Qualificato)
2. Lars Burgsmüller (Qualificato)
3. Gō Soeda (secondo turno)
4. Miša Zverev (Qualificato)

1. Viktor Troicki (secondo turno)
2. Jacob Adaktusson (primo turno)
3. Benjamin Balleret (ultimo turno)
4. Ti Chen (primo turno)

## Qualificati
1. George Bastl
2. Lars Burgsmüller

1. Michael Ryderstedt
2. Miša Zverev

## Tabellone

### Legenda
| - Q = Qualificato - WC = Wild card - LL = Lucky loser | - ALT = Alternate - SE = Special Exempt - PR = Protected Ranking | - w/o = Walkover - r = Ritirato - d = Squalificato |

### Sezione 1
|  | Primo turno                 | Primo turno                 | Primo turno                 | Primo turno | Primo turno |  |  | Secondo turno               | Secondo turno               | Secondo turno               | Secondo turno    | Secondo turno    |   |   | Ultimo turno | Ultimo turno | Ultimo turno | Ultimo turno | Ultimo turno |  |
|  |                             |                             |                             |             |             |  |  |                             |                             |                             |                  |                  |   |   |              |              |              |              |              |  |
|  |                             |                             |                             |             |             |  |  |                             |                             |                             |                  |                  |   |   |              |              |              |              |              |  |
|  |                             |                             |                             |             |             |  |  | 1                           | George Bastl                | George Bastl                | 7                | 6                |   |   |              |              |              |              |              |  |
|  | Fritz Wolmarans             | Fritz Wolmarans             | Fritz Wolmarans             | 6           | 6           |  |  |                             | Fritz Wolmarans             | Fritz Wolmarans             | 5                | 4                |   |   |              |              |              |              |              |  |
|  | Kirati Siributwong          | Kirati Siributwong          | Kirati Siributwong          | 1           | 2           |  |  |                             |                             |                             |                  |                  |   |   | 1            | George Bastl | George Bastl | 6            | 6            |  |
|  | Perakiat Siriluethaiwattana | Perakiat Siriluethaiwattana | Perakiat Siriluethaiwattana | 6           | 6           |  |  |                             |                             |                             | Satoshi Iwabuchi | Satoshi Iwabuchi | 1 | 1 |              |              |              |              |              |  |
|  | Putporn Chantawannop        | Putporn Chantawannop        | Putporn Chantawannop        | 3           | 2           |  |  | Perakiat Siriluethaiwattana | Perakiat Siriluethaiwattana | Perakiat Siriluethaiwattana | 4                | 2                |   |   |              |              |              |              |              |  |
|  |                             | Satoshi Iwabuchi            | Satoshi Iwabuchi            | 6           | 6           |  |  | Satoshi Iwabuchi            | Satoshi Iwabuchi            | Satoshi Iwabuchi            | 6                | 6                |   |   |              |              |              |              |              |  |
|  | 6                           | Jacob Adaktusson            | Jacob Adaktusson            | 4           | 3           |  |  |                             |                             |                             |                  |                  |   |   |              |              |              |              |              |  |

### Sezione 2
|  | Primo turno          | Primo turno          | Primo turno          | Primo turno | Primo turno |  |  | Secondo turno | Secondo turno        | Secondo turno        | Secondo turno     | Secondo turno     |    |   | Ultimo turno | Ultimo turno     | Ultimo turno     | Ultimo turno | Ultimo turno |  |
|  |                      |                      |                      |             |             |  |  |               |                      |                      |                   |                   |    |   |              |                  |                  |              |              |  |
|  | 2                    | Lars Burgsmüller     | Lars Burgsmüller     | 6           | 3           |  |  |               |                      |                      |                   |                   |    |   |              |                  |                  |              |              |  |
|  |                      | Phillip King         | Phillip King         | 2           | 2r          |  |  | 2             | Lars Burgsmüller     | Lars Burgsmüller     | 6                 | 6                 |    |   |              |                  |                  |              |              |  |
|  | Weerapat Doakmaiklee | Weerapat Doakmaiklee | Weerapat Doakmaiklee | 6           | 6           |  |  |               | Weerapat Doakmaiklee | Weerapat Doakmaiklee | 1                 | 2                 |    |   |              |                  |                  |              |              |  |
|  | Toshihide Matsui     | Toshihide Matsui     | Toshihide Matsui     | 4           | 4           |  |  |               |                      |                      |                   |                   |    |   | 2            | Lars Burgsmüller | Lars Burgsmüller | 7            | 6            |  |
|  | Luka Gregorc         | Luka Gregorc         | Luka Gregorc         | 6           | 6           |  |  |               |                      | 7                    | Benjamin Balleret | Benjamin Balleret | 62 | 1 |              |                  |                  |              |              |  |
|  | Palanupap Puranawit  | Palanupap Puranawit  | Palanupap Puranawit  | 2           | 4           |  |  |               | Luka Gregorc         | 6                    | 2                 | 64                |    |   |              |                  |                  |              |              |  |
|  | 7                    | Benjamin Balleret    | Benjamin Balleret    | 6           | 6           |  |  | 7             | Benjamin Balleret    | 1                    | 6                 | 7                 |    |   |              |                  |                  |              |              |  |
|  |                      | Sebastian Rieschick  | Sebastian Rieschick  | 3           | 2           |  |  |               |                      |                      |                   |                   |    |   |              |                  |                  |              |              |  |

### Sezione 3
|  | Primo turno        | Primo turno        | Primo turno        | Primo turno | Primo turno |  |  | Secondo turno      | Secondo turno      | Secondo turno      | Secondo turno      | Secondo turno      |   |   | Ultimo turno       | Ultimo turno       | Ultimo turno       | Ultimo turno | Ultimo turno |  |
|  |                    |                    |                    |             |             |  |  |                    |                    |                    |                    |                    |   |   |                    |                    |                    |              |              |  |
|  | 3                  | Gō Soeda           | Gō Soeda           | 6           | 6           |  |  |                    |                    |                    |                    |                    |   |   |                    |                    |                    |              |              |  |
|  |                    | Sornsakol Supakit  | Sornsakol Supakit  | 1           | 1           |  |  | 3                  | Gō Soeda           | Gō Soeda           | 4                  | 1                  |   |   |                    |                    |                    |              |              |  |
|  | Michael Ryderstedt | Michael Ryderstedt | Michael Ryderstedt | 6           | 6           |  |  |                    | Michael Ryderstedt | Michael Ryderstedt | 6                  | 6                  |   |   |                    |                    |                    |              |              |  |
|  | Johan Landsberg    | Johan Landsberg    | Johan Landsberg    | 1           | 2           |  |  |                    |                    |                    |                    |                    |   |   | Michael Ryderstedt | Michael Ryderstedt | Michael Ryderstedt | 7            | 6            |  |
|  | Syrym Abdukhalikov | Syrym Abdukhalikov | Syrym Abdukhalikov | 6           | 6           |  |  |                    |                    | Matthias Bachinger | Matthias Bachinger | Matthias Bachinger | 5 | 4 |                    |                    |                    |              |              |  |
|  | Ashley Fisher      | Ashley Fisher      | Ashley Fisher      | 3           | 4           |  |  | Syrym Abdukhalikov | Syrym Abdukhalikov | Syrym Abdukhalikov | 3                  | 3                  |   |   |                    |                    |                    |              |              |  |
|  |                    | Matthias Bachinger | Matthias Bachinger | 6           | 7           |  |  | Matthias Bachinger | Matthias Bachinger | Matthias Bachinger | 6                  | 6                  |   |   |                    |                    |                    |              |              |  |
|  | 8                  | Ti Chen            | Ti Chen            | 4           | 5           |  |  |                    |                    |                    |                    |                    |   |   |                    |                    |                    |              |              |  |

### Sezione 4
|  | Primo turno              | Primo turno              | Primo turno              | Primo turno | Primo turno |  |  | Secondo turno | Secondo turno  | Secondo turno | Secondo turno | Secondo turno |   |   | Ultimo turno | Ultimo turno | Ultimo turno | Ultimo turno | Ultimo turno |  |
|  |                          |                          |                          |             |             |  |  |               |                |               |               |               |   |   |              |              |              |              |              |  |
|  | 4                        | Miša Zverev              | Miša Zverev              | 6           | 6           |  |  |               |                |               |               |               |   |   |              |              |              |              |              |  |
|  |                          | Andy Ram                 | Andy Ram                 | 2           | 1           |  |  | 4             | Miša Zverev    | Miša Zverev   | 7             | 6             |   |   |              |              |              |              |              |  |
|  | Jamie Murray             | Jamie Murray             | Jamie Murray             | 7           | 6           |  |  |               | Jamie Murray   | Jamie Murray  | 65            | 1             |   |   |              |              |              |              |              |  |
|  | Pitichart Chokchaijaroen | Pitichart Chokchaijaroen | Pitichart Chokchaijaroen | 62          | 2           |  |  |               |                |               |               |               |   |   | 4            | Miša Zverev  | Miša Zverev  | 6            | 7            |  |
|  | Dmitrij Sitak            | Dmitrij Sitak            | Dmitrij Sitak            | 6           | 6           |  |  |               |                |               | Dmitrij Sitak | Dmitrij Sitak | 2 | 5 |              |              |              |              |              |  |
|  | Hiroshi Fukaumi          | Hiroshi Fukaumi          | Hiroshi Fukaumi          | 0           | 0           |  |  |               | Dmitrij Sitak  | 3             | 7             | 6             |   |   |              |              |              |              |              |  |
|  | 5                        | Viktor Troicki           | Viktor Troicki           | 6           | 6           |  |  | 5             | Viktor Troicki | 6             | 65            | 2             |   |   |              |              |              |              |              |  |
|  |                          | Hijiri Kaneko            | Hijiri Kaneko            | 0           | 0           |  |  |               |                |               |               |               |   |   |              |              |              |              |              |  |